# Aphthona lutescens
Aphthona lutescens är en skalbaggsart som först beskrevs av Leonard Gyllenhaal 1813.  Aphthona lutescens ingår i släktet Aphthona, och familjen bladbaggar. Arten är reproducerande i Sverige.

## Bildgalleri

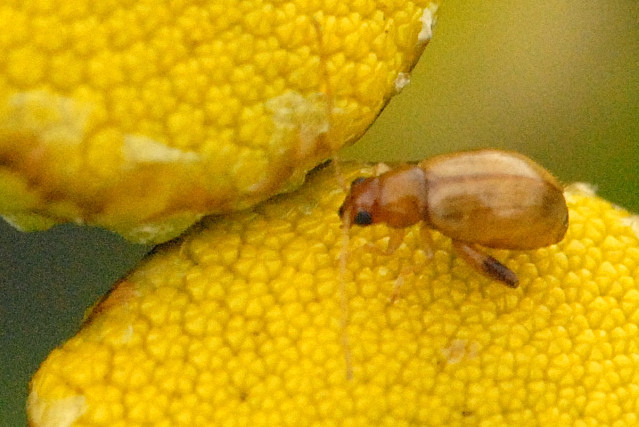
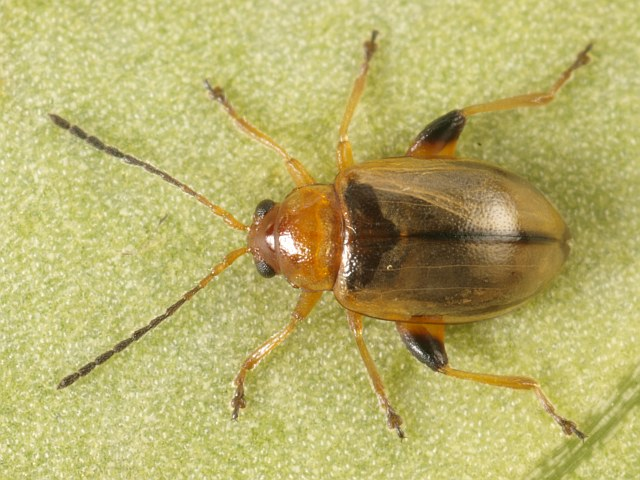